# Honnenahalli Kaval, Belur
Honnenahalli Kaval là một làng thuộc tehsil Belur, huyện Hassan, bang Karnataka, Ấn Độ.